# Copa Mundial de Baloncesto 3x3
La Copa Mundial de Baloncesto 3x3,  es una competición internacional de baloncesto 3x3 disputada por las selecciones nacionales que forman parte de la Federación Internacional de Baloncesto (FIBA). El campeonato se celebra cada año en sus 3 modalidades, masculino, femenino y mixto. El torneo masculino y el femenino se celebraron en 2012, 2014, 2016 y 2017. El mixto solo una vez en 2012.
Además de los torneos por equipos, hay competencias individuales. 
Uno de los objetivos de FIBA con esta copa del mundo, y, el 3x3 en general, es fomentar el baloncesto en las ciudades, para que así, el baloncesto sea cada vez más popular.
En el main event, el 3x3, en la rama masculina Serbia es el país con más títulos, y Estados Unidos en el torneo 3x3 de mujeres. En las competencias individuales destacan Ángel Santana ganador de dos competencias individuales distintas, la húngara Alexandra Theodorean ganadora dos veces en la competencia de habilidades, y el ucraniano Dmytro Krivenko bicampeón de la competencia de volcadas.

## Torneo masculino
| Año          | Sede       | Final          | Final     | Final          |              |           |              |
| Año          | Sede       | Campeón        | Resultado | Subcampeón     | Tercer lugar | Resultado | Cuarto lugar |
| ------------ | ---------- | -------------- | --------- | -------------- | ------------ | --------- | ------------ |
| 2012 Detalle | Atenas     | Serbia         | 16 - 13   | Francia        | Ucrania      | 19 - 18   | Israel       |
| 2014 Detalle | Moscú      | Qatar          | 18 - 13   | Serbia         | Rusia        | 19 - 18   | Lituania     |
| 2016 Detalle | Guangzhou  | Serbia         | 21 - 16   | Estados Unidos | Eslovenia    | 17 - 16   | España       |
| 2017 Detalle | Nantes     | Serbia         | 21 - 18   | Países Bajos   | Francia      | 18 - 17   | Eslovenia    |
| 2018 Detalle | Bocaue     | Serbia         | 16 - 13   | Países Bajos   | Eslovenia    | 21 - 16   | Polonia      |
| 2019 Detalle | Ámsterdam  | Estados Unidos | 18 - 14   | Letonia        | Polonia      | 18 - 15   | Serbia       |
| 2022 Detalle | Amberes    | Serbia         | 21 - 16   | Lituania       | Francia      | 18 - 17   | Bélgica      |
| 2023 Detalle | Viena      | Serbia         | 21 - 19   | Estados Unidos | Letonia      | 22 - 12   | Brasil       |
| 2025 Detalle | Ulán Bator | España         | 21 - 17   | Suiza          | Serbia       | 21 - 16   | Alemania     |

### Medallero histórico
| Pos.  | Selección      | Medalla de oro | Medalla de plata | Medalla de bronce | Total |
| ----- | -------------- | -------------- | ---------------- | ----------------- | ----- |
| 1     | Serbia         | 6              | 1                | 1                 | 8     |
| 2     | Estados Unidos | 1              | 2                | 0                 | 3     |
| 3     | Catar          | 1              | 0                | 0                 | 1     |
| 4     | España         | 1              | 0                | 0                 | 1     |
| 5     | Países Bajos   | 0              | 2                | 0                 | 2     |
| 6     | Francia        | 0              | 1                | 2                 | 3     |
| 7     | Letonia        | 0              | 1                | 1                 | 2     |
| 8     | Lituania       | 0              | 1                | 0                 | 1     |
| 9     | Suiza          | 0              | 1                | 0                 | 1     |
| 10    | Eslovenia      | 0              | 0                | 2                 | 2     |
| 11    | Ucrania        | 0              | 0                | 1                 | 1     |
| 12    | Rusia          | 0              | 0                | 1                 | 1     |
| 13    | Polonia        | 0              | 0                | 1                 | 1     |
| Total | Total          | 9              | 9                | 9                 | 27    |

## Torneo femenino
| Año          | Sede       | Final           | Final     | Final      |                |           |                 |
| Año          | Sede       | Campeón         | Resultado | Subcampeón | Tercer lugar   | Resultado | Cuarto lugar    |
| ------------ | ---------- | --------------- | --------- | ---------- | -------------- | --------- | --------------- |
| 2012 Detalle | Atenas     | Estados Unidos  | 17 - 16   | Francia    | Australia      | 18 - 17   | Ucrania         |
| 2014 Detalle | Moscú      | Estados Unidos  | 15 - 8    | Rusia      | Bélgica        | 14 - 12   | República Checa |
| 2016 Detalle | Guangzhou  | República Checa | 21 - 11   | Ucrania    | Estados Unidos | 20 - 14   | España          |
| 2017 Detalle | Nantes     | Rusia           | 19 - 12   | Hungría    | Ucrania        | 15 -13    | Países Bajos    |
| 2018 Detalle | Bocaue     | Italia          | 19 - 12   | Rusia      | Francia        | 21 - 14   | China           |
| 2019 Detalle | Ámsterdam  | China           | 19 - 13   | Hungría    | Francia        | 21 - 9    | Australia       |
| 2022 Detalle | Amberes    | Francia         | 16 - 13   | Canadá     | China          | 21 - 11   | Lituania        |
| 2023 Detalle | Viena      | Estados Unidos  | 16 - 12   | Francia    | Australia      | 21 - 20   | China           |
| 2025 Detalle | Ulán Bator | Países Bajos    | 15 - 9    | Mongolia   | Canadá         | 21 - 9    | Polonia         |

### Medallero histórico
| Pos.  | Selección       | Medalla de oro | Medalla de plata | Medalla de bronce | Total |
| ----- | --------------- | -------------- | ---------------- | ----------------- | ----- |
| 1     | Estados Unidos  | 3              | 0                | 1                 | 4     |
| 2     | Francia         | 1              | 2                | 2                 | 5     |
| 3     | Rusia           | 1              | 2                | 0                 | 3     |
| 4     | China           | 1              | 0                | 1                 | 2     |
| 5     | Italia          | 1              | 0                | 0                 | 1     |
| 6     | República Checa | 1              | 0                | 0                 | 1     |
| 7     | Países Bajos    | 1              | 0                | 0                 | 1     |
| 8     | Hungría         | 0              | 2                | 0                 | 2     |
| 9     | Ucrania         | 0              | 1                | 1                 | 2     |
| 10    | Canadá          | 0              | 1                | 1                 | 2     |
| 11    | Mongolia        | 0              | 1                | 0                 | 1     |
| 12    | Australia       | 0              | 0                | 2                 | 2     |
| 13    | Bélgica         | 0              | 0                | 1                 | 1     |
| Total | Total           | 9              | 9                | 9                 | 27    |

## Torneo mixto
| Año          | Sede   | Final   | Final     | Final      |              |           |                 |
| Año          | Sede   | Campeón | Resultado | Subcampeón | Tercer lugar | Resultado | Cuarto lugar    |
| ------------ | ------ | ------- | --------- | ---------- | ------------ | --------- | --------------- |
| 2012 Detalle | Grecia | Francia | 14 - 8    | Argentina  | Ucrania      | 15 - 8    | República Checa |

### Medallero histórico
| Pos.  | Selección | Medalla de oro | Medalla de plata | Medalla de bronce | Total |
| ----- | --------- | -------------- | ---------------- | ----------------- | ----- |
| 1     | Francia   | 1              | 0                | 0                 | 1     |
| 2     | Argentina | 0              | 1                | 0                 | 1     |
| 3     | Ucrania   | 0              | 0                | 1                 | 1     |
| Total | Total     | 1              | 1                | 1                 | 3     |

## Concursos individuales

### Competencia de Mates
| Año          | Sede         | Final                  | Final            |                                  | Semifinalistas                   | Semifinalistas |
| Año          | Sede         | Oro                    | Plata            | Bronce                           | Bronce                           |                |
| ------------ | ------------ | ---------------------- | ---------------- | -------------------------------- | -------------------------------- | -------------- |
| 2012 Detalle | Grecia       | Deivi Añanguren Madriz | Adesanya Adetayo | Georgi Bojanov Ometayo Ogedengbe | Georgi Bojanov Ometayo Ogedengbe |                |
| 2014 Detalle | Rusia        | Firas Lahyani          | Yan Pengfei      | Demetrius Miller Toni Vitali     | Demetrius Miller Toni Vitali     |                |
| Año          | Sede         | Oro                    | Plata            | Bronce                           | Cuarto puesto                    |                |
| 2016 Detalle | China        | Dmytro Krivenko        | Alfonzo McKinnie | Marco Favretto                   | Sjoerd Van Vilsteren             |                |
| 2017 Detalle | Francia      | Rafal Lipinski         | Chris Staples    | Vadym Poddubchenko               | Jordan Southerland               |                |
| 2018 Detalle | Filipinas    | Dmytro Krivenko        | Guy Dupuy        | David Carlos                     | Vadym Poddubchenko               |                |
| 2019 Detalle | Países Bajos | Vadym Piddubchenko     | Piotr Grabowski  | Kristaps Dargais                 |                                  |                |
| 2022 Detalle | Bélgica      | Piotr Grabowski        | Remco Frankin    | Kristaps Dargais                 |                                  |                |
| 2023 Detalle | Austria      | Piotr Grabowski        | Joel Henry       | Rafal Lipinski                   | Chris Staples                    |                |

### Competencia de Habilidades
| Año          | Sede         | Final                | Final           |                                 | Semifinalistas                  | Semifinalistas |
| Año          | Sede         | Oro                  | Plata           | Bronce                          | Bronce                          |                |
| ------------ | ------------ | -------------------- | --------------- | ------------------------------- | ------------------------------- | -------------- |
| 2012 Detalle | Grecia       | Pirgit Puu           | Skylar Diggins  | Burcu Cigil Sylvie Gruszczynski | Burcu Cigil Sylvie Gruszczynski |                |
| 2014 Detalle | Rusia        | Valentina Baldelli   | Hind Abdelkader | Jewell Loyd Fleur Devillers     | Jewell Loyd Fleur Devillers     |                |
| Año          | Sede         | Oro                  | Plata           | Bronce                          | Cuarto puesto                   |                |
| 2016 Detalle | China        | Alexandra Theodorean | Marta Fodor     | Georgia Agnew                   | Liu Hsi-Yeh                     |                |
| 2017 Detalle | Francia      | Claudia Brunet       | Karin Kuijt     | Yuri Hanada                     | Yusen Liu                       |                |
| 2018 Detalle | Filipinas    | Alexandra Theodorean | Marie-Ève Paget | Zalina Kurazova                 | Nancy Fora                      |                |
| 2019 Detalle | Países Bajos | Marie-Ève Paget      | Rae Lin D'Alie  | Shadi Abdolvand                 | Carla Puntí                     |                |

### Competencia de Triples
| Año          | Sede         | Final               | Final                 |                                 | Semifinalistas                  | Semifinalistas |
| Año          | Sede         | Oro                 | Plata                 | Bronce                          | Bronce                          |                |
| ------------ | ------------ | ------------------- | --------------------- | ------------------------------- | ------------------------------- | -------------- |
| 2012 Detalle | Grecia       | Stanislav Votroubek | Radoslava Bachvarova  | Charlotte Hoere Mikhail Gyunter | Charlotte Hoere Mikhail Gyunter |                |
| 2014 Detalle | Rusia        | Daniel Hure         | Sarah Kershaw         | Christian Gunawan Yurena Diaz   | Christian Gunawan Yurena Diaz   |                |
| Año          | Sede         | Oro                 | Plata                 | Bronce                          | Cuarto puesto                   |                |
| 2016 Detalle | China        | Angel Santana       | Paula Palomares       | Natalie Romeo                   | Tanalp Sengun                   |                |
| 2017 Detalle | Francia      | Angelo Tsagarakis   | Joey Schelvis         | Mihaela Uhrova                  | Tatiana Petrushina              |                |
| 2018 Detalle | Filipinas    | Janine Pontejos     | Alexandra Stolyar     | Marin Hrvoje                    | Maksim Dybovskii                |                |
| 2019 Detalle | Países Bajos | Edgars Krūmiņš      | Stanislav Tymofeienko | Marcella Filippi                | Jiayin Jing                     |                |

### Competencia de tiros libres
| 2014 Details | Rusia | Angel Santana | Ann Wauters | Amaya Gastaminza Douglas Motta |